# ディートリヒ (マイセン辺境伯)
ディートリヒ（Dietrich, 1162年 - 1221年2月18日）は、マイセン辺境伯（在位：1198年 - 1221年）。マイセン辺境伯オットーとブランデンブルク辺境伯アルブレヒト1世の娘ヘ－トヴィヒの次男。マイセン辺境伯アルブレヒト1世の弟。苦境伯（der Bedrängte）の渾名を持つ。

## 生涯
両親に寵愛されていたおかげでマイセン辺境伯の相続人に指名されていた。しかし、兄のアルブレヒト1世はこれに反発（格下のヴァイセンフェルス伯を継がせるよう決められた）、父を武力で捕獲し、元々意図した通りの遺産継承を回復するよう迫ったため、1190年の父の死後にマイセン辺境伯位を継いだ。不満を抱いたディートリヒは、妻ユッタの父に当たるテューリンゲン方伯ヘルマン1世の援助を得て1194年に兄をヴァイセンフェルスで撃退したが、この領土に対しては何も行わず、1195年にはパレスチナへ巡礼に出かけた。
同年に兄は子供の無いまま亡くなったが、神聖ローマ皇帝ハインリヒ6世はマイセンとその豊かな鉱物資源の採掘権を含めてマイセンを占領、ハインリヒ6世が亡くなった1197年になってディートリヒはマイセンを継承した。ハインリヒ6世の死後、帝位を巡って内戦が勃発、ハインリヒ6世の弟フィリップとヴェルフ家のオットー4世との戦いの中でフィリップがディートリヒのマイセン辺境領における権利を追認したため、ディートリヒはフィリップ側に立ち、1208年にフィリップが暗殺された後もシュタウフェン家側の立場を貫いた。
1206年にマイセン司教が要求していた地域にトルンという名の城を建造したドーナ城伯と司教との争いを仲裁した。この時ディートリヒは、初めてドレスデンの名を記した文書を遺している。また、ライプツィヒ市及びマイセン貴族と対立、不毛のライプツィヒ包囲戦の後、1217年に渋々和議に応じたが、策略を巡らして街を占拠し、市壁を取り壊させ、市内に3つの城を築いて大人数の駐留部隊を駐屯させた。
1221年2月18日に死去。ライプツィヒ市民と不満を持つ貴族に唆された侍医により毒を盛られたとされている。

## 子女
1197年、テューリンゲン方伯ヘルマン1世の娘ユッタと結婚、5人の子を儲けた。
1. ヘートヴィヒ（? - 1249年） - クレーフェ伯ディートリヒ4世と結婚
2. オットー（? - 1215年）
3. ゾフィア（? - 1280年） - ヘンネベルク伯ハインリヒ8世と結婚
4. ユッタ（生没年不詳）
5. ハインリヒ3世（1215年/1218年 - 1288年） - マイセン辺境伯、テューリンゲン方伯

また、3人の庶子がおり、それぞれ聖職者となった。
1. コンラート（生没年不詳） - エアフルトの修道士
2. ディートリヒ（1190年 - 1272年） - 1243年よりナウムブルク司教
3. ハインリヒ（? - 1259年） - マイセン司教座教会参事会主席